# Parotis squamitibialis
Parotis squamitibialis là một loài bướm đêm trong họ Crambidae.